# EFLチャンピオンシップ
EFLチャンピオンシップ（英: EFL Championship）は、イングランドのプロサッカーリーグのディビジョンの一つで、最上位であるプレミアリーグの一つ下のディビジョンである。イングリッシュ・フットボールリーグの中では、最上位に位置している（実質2部相当）。

## 大会形式
各試合は毎年8月から翌年の5月まで行われ、上位2クラブと3位から6位の4クラブで行われるプレーオフの優勝クラブの計3クラブが、プレミアリーグ昇格の資格を得る。また、下位3クラブは下位のディビジョンであるEFLリーグ1に降格となる。

### プレーオフ
プレーオフ（英: Football League Championship play-offs）は、3位から6位のチームに出場権が与えられる。まず、3位と6位、4位と5位がホーム・アンド・アウェー方式で対戦し、2戦合計のスコアで勝ち抜けを決める。アウェーゴールは適用されない。勝ち抜けたチームはウェンブリー・スタジアムでの一発勝負を行い、勝ったチームがプレミアリーグに昇格する。なお、このプレーオフ制度はイングランドの他にも複数の国で採用されている。

## 所属クラブ
2024-25シーズン
| クラブ (原語表記)                                                           | ホームタウン               | ホームスタジアム                                   | 収容人数 | 前年度成績          |
| --------------------------------------------------------------------------- | -------------------------- | -------------------------------------------------- | -------- | ------------------- |
| ルートン・タウンFC (Luton Town Football Club)                               | ルートン                   | ケニルワース・ロード                               | 11,265   | プレミアリーグ 18位 |
| バーンリーFC (Burnley Football Club)                                        | バーンリー                 | ターフ・ムーア                                     | 21,944   | プレミアリーグ 19位 |
| シェフィールド・ユナイテッドFC (Sheffield United Football Club)             | シェフィールド             | ブラモール・レーン                                 | 32,125   | プレミアリーグ 20位 |
| リーズ・ユナイテッドFC (Leeds United Football Club)                         | リーズ                     | エランド・ロード                                   | 37,890   | 3位                 |
| ウェスト・ブロムウィッチ・アルビオンFC (West Bromwich Albion Football Club) | ウェスト・ブロムウィッチ   | ザ・ホーソンズ                                     | 26,850   | 5位                 |
| ノリッジ・シティFC (Norwich City Football Club)                             | ノリッジ                   | キャロウ・ロード                                   | 27,244   | 6位                 |
| ハル・シティAFC (Hull City Association Football Club)                       | キングストン・アポン・ハル | KCスタジアム                                       | 25,586   | 7位                 |
| ミドルズブラFC (Middlesbrough Football Club)                                | ミドルズブラ               | リヴァーサイド・スタジアム                         | 34,742   | 8位                 |
| コヴェントリー・シティFC (Coventry City Football Club)                      | コヴェントリー             | コヴェントリー・ビルディング・ソサエティ・アリーナ | 32,000   | 9位                 |
| プレストン・ノースエンドFC (Preston North End F.C.)                         | プレストン                 | ディープデイル                                     | 22,225   | 10位                |
| ブリストル・シティFC (Bristol City Football Club)                           | ブリストル                 | アシュトン・ゲート・スタジアム                     | 27,000   | 11位                |
| カーディフ・シティFC (Clwb Pêl-droed Dinas Caerdydd)                        | ウェールズ・カーディフ     | カーディフ・シティ・スタジアム                     | 33,316   | 12位                |
| ミルウォールFC (Millwall Football Club)                                     | バーモンドジー             | ザ・デン                                           | 20,146   | 13位                |
| スウォンジー・シティAFC (Swansea City Association Football Club)            | スウォンジー               | リバティ・スタジアム                               | 21,088   | 14位                |
| ワトフォードFC (Watford Football Club)                                      | ワトフォード               | ヴィカレージ・ロード                               | 22,200   | 15位                |
| サンダーランドAFC (Sunderland Association Football Club)                    | サンダーランド             | スタジアム・オブ・ライト                           | 49,000   | 16位                |
| ストーク・シティFC (Stoke City Football Club)                               | ストーク＝オン＝トレント   | Bet365スタジアム                                   | 30,089   | 17位                |
| クイーンズ・パーク・レンジャーズFC (Queens Park Rangers Football Club)      | ロンドン                   | ロフタス・ロード                                   | 18,439   | 18位                |
| ブラックバーン・ローヴァーズFC (Blackburn Rovers Football Club)             | ブラックバーン             | イーウッド・パーク                                 | 31,367   | 19位                |
| シェフィールド・ウェンズデイFC (Sheffield Wednesday Football Club)          | シェフィールド             | ヒルズボロ・スタジアム                             | 34,854   | 20位                |
| プリマス・アーガイルFC (Plymouth Argyle Football Club)                      | プリマス                   | ホーム・パーク                                     | 20,922   | 21位                |
| ポーツマスFC (Portsmouth Football Club)                                     | ポーツマス                 | フラットン・パーク                                 | 21,063   | EFLリーグ1 1位      |
| ダービー・カウンティFC (Derby County Football Club)                         | ダービー                   | プライド・パーク・スタジアム                       | 33,597   | EFLリーグ1 2位      |
| オックスフォード・ユナイテッドFC (Oxford United Football Club)              | オックスフォード           | カッサム・スタジアム                               | 12,500   | EFLリーグ1 5位      |

## 歴代昇格クラブ
フットボールリーグ・ディヴィジョン1（1992-2004）
| シーズン | 1位                                 | 2位                                                              | プレーオフ勝者                                 |
| -------- | ----------------------------------- | ---------------------------------------------------------------- | ---------------------------------------------- |
| 1992-93  | ニューカッスル・ユナイテッド (96点) | ウェストハム・ユナイテッド (88点)                                | スウィンドン・タウン (76点，5位)               |
| 1993-94  | クリスタル・パレス (90点)           | ノッティンガム・フォレスト (83点)                                | レスター・シティ (73点，4位)                   |
| 1994-95  | ミドルスブラ (82点)                 | レディング (79点) (プレミアリーグのチーム数削減により昇格できず) | ボルトン・ワンダラーズ (77点，4位)             |
| 1995-96  | サンダーランド (83点)               | ダービー・カウンティ (79点)                                      | レスター・シティ (71点，5位)                   |
| 1996-97  | ボルトン・ワンダラーズ (98点)       | バーンズリー (80点)                                              | クリスタル・パレス (71点，6位)                 |
| 1997-98  | ノッティンガム・フォレスト (94点)   | ミドルスブラ (91点)                                              | チャールトン・アスレティック (88点，4位)       |
| 1998-99  | サンダーランド (106点)              | ブラッドフォード・シティ (87点)                                  | ワトフォード (77点，5位)                       |
| 1999-00  | チャールトン・アスレティック (91点) | マンチェスター・シティ (89点)                                    | イプスウィッチ・タウン (87点，3位)             |
| 2000-01  | フラム (101点)                      | ブラックバーン・ローヴァーズ (91点)                              | ボルトン・ワンダラーズ (87点，3位)             |
| 2001-02  | マンチェスター・シティ (99点)       | ウェスト・ブロムウィッチ・アルビオン (89点)                      | バーミンガム・シティ (76点，5位)               |
| 2002-03  | ポーツマス (98点)                   | レスター・シティ (92点)                                          | ウルヴァーハンプトン・ワンダラーズ (76点，5位) |
| 2003-04  | ノリッジ・シティ (94点)             | ウェスト・ブロムウィッチ・アルビオン (86点)                      | クリスタル・パレス (73点，6位)                 |

チャンピオンシップ（2004-現在）
| シーズン | 1位                                         | 2位                                           | プレーオフ勝者                               |
| -------- | ------------------------------------------- | --------------------------------------------- | -------------------------------------------- |
| 2004-05  | サンダーランド (94点)                       | ウィガン・アスレティック (87点)               | ウェストハム・ユナイテッド (73点，6位)       |
| 2005-06  | レディング (106点)                          | シェフィールド・ユナイテッド (90点)           | ワトフォード (81点，3位)                     |
| 2006-07  | サンダーランド (88点)                       | バーミンガム・シティ (86点)                   | ダービー・カウンティ (84点，3位)             |
| 2007-08  | ウェスト・ブロムウィッチ・アルビオン (81点) | ストーク・シティ (79点)                       | ハル・シティ (75点，3位)                     |
| 2008-09  | ウルヴァーハンプトン・ワンダラーズ (90点)   | バーミンガム・シティ (83点)                   | バーンリー (76点，5位)                       |
| 2009-10  | ニューカッスル・ユナイテッド (102点)        | ウェスト・ブロムウィッチ・アルビオン (91点)   | ブラックプール (70点，6位)                   |
| 2010-11  | クイーンズ・パーク・レンジャーズ (88点)     | ノリッジ・シティ (84点)                       | スウォンジー・シティ (80点，3位)             |
| 2011-12  | レディング (89点)                           | サウサンプトン (88点)                         | ウェストハム・ユナイテッド (86点，3位)       |
| 2012-13  | カーディフ・シティ (87点)                   | ハル・シティ (79点)                           | クリスタル・パレス (72点，5位)               |
| 2013-14  | レスター・シティ (102点)                    | バーンリー (93点)                             | クイーンズ・パーク・レンジャーズ (80点，4位) |
| 2014-15  | ボーンマス (90点)                           | ワトフォード (89点)                           | ノリッジ・シティ (86点，3位)                 |
| 2015-16  | バーンリー (93点)                           | ミドルスブラ (89点)                           | ハル・シティ (83点，4位)                     |
| 2016-17  | ニューカッスル・ユナイテッド (94点)         | ブライトン・アンド・ホーヴ・アルビオン (83点) | ハダースフィールド・タウン (81点，5位)       |
| 2017-18  | ウルヴァーハンプトン・ワンダラーズ (99点)   | カーディフ・シティ (90点)                     | フラム (88点，3位)                           |
| 2018-19  | ノリッジ・シティ (94点)                     | シェフィールド・ユナイテッド (89点)           | アストン・ヴィラ (76点，5位)                 |
| 2019-20  | リーズ・ユナイテッド (93点)                 | ウェスト・ブロムウィッチ・アルビオン (83点)   | フラム (81点，4位)                           |
| 2020-21  | ノリッジ・シティ (97点)                     | ワトフォード (91点)                           | ブレントフォード (87点，3位)                 |
| 2021-22  | フラム (90点)                               | ボーンマス (88点)                             | ノッティンガム・フォレスト (80点，4位)       |
| 2022-23  | バーンリー (101点)                          | シェフィールド・ユナイテッド (91点)           | ルートン・タウン (80点，3位)                 |
| 2023-24  | レスター・シティ (97点)                     | イプスウィッチ・タウン (96点)                 | サウサンプトン(87点, 4位)                    |
| 2024-25  | リーズ・ユナイテッド (100点)                | バーンリー (100点)                            | サンダーランド（76点，4位）                  |

## 歴代降格クラブ
フットボールリーグ・ディビジョン1（1992-2004）
| シーズン | 22位                                                                                            | 23位                                          | 24位                              |
| -------- | ----------------------------------------------------------------------------------------------- | --------------------------------------------- | --------------------------------- |
| 1992-93  | ブレントフォード (49点)                                                                         | ケンブリッジ・ユナイテッド (49点)             | ブリストル・ローヴァーズ (41点)   |
| 1993-94  | バーミンガム・シティ (51点)                                                                     | オックスフォード・ユナイテッド (49点)         | ピーターバラ・ユナイテッド (37点) |
| 1994-95  | 21位 スウィンドン・タウン (48点) (プレミアリーグのチーム数削減により降格)22位 バーンリー (46点) | ブリストル・シティ (45点)                     | ノッツ・カウンティ (40点)         |
| 1995-96  | ミルウォール (52点)                                                                             | ワトフォード (48点)                           | ルートン・タウン (45点)           |
| 1996-97  | グリムズビー・タウン (46点)                                                                     | オールダム・アスレティック (43点)             | サウスエンド・ユナイテッド (39点) |
| 1997-98  | マンチェスター・シティ (48点)                                                                   | ストーク・シティ (46点)                       | レディング (42点)                 |
| 1998-99  | ベリー (47点)                                                                                   | オックスフォード・ユナイテッド (44点)         | ブリストル・シティ (42点)         |
| 1999-00  | ウォルソール (46点)                                                                             | ポート・ヴェイル (36点)                       | スウィンドン・タウン (36点)       |
| 2000-01  | ハダースフィールド・タウン (48点)                                                               | クイーンズ・パーク・レンジャーズ (40点)       | トレンメア・ローヴァーズ (38点)   |
| 2001-02  | クルー・アレクアンドラ (49点)                                                                   | バーンズリー (48点)                           | ストックポート・カウンティ (26点) |
| 2002-03  | シェフィールド・ウェンズデイ (46点)                                                             | ブライトン・アンド・ホーヴ・アルビオン (45点) | クリムズビー・タウン (39点)       |
| 2003-04  | ウォルソール (51点)                                                                             | ブラッドフォード・シティ (36点)               | ウィンブルドン (29点)             |

チャンピオンシップ（2004-現在）
| シーズン | 22位                                | 23位                                      | 24位                                          |
| -------- | ----------------------------------- | ----------------------------------------- | --------------------------------------------- |
| 2004-05  | ジリンガム (50点)                   | ノッティンガム・フォレスト (44点)         | ロザラム・ユナイテッド (29点)                 |
| 2005-06  | クルー・アレクサンドラ (42点)       | ミルウォール (40点)                       | ブライトン・アンド・ホーヴ・アルビオン (38点) |
| 2006-07  | サウスエンド・ユナイテッド (42点)   | ルートン・タウン (40点)                   | リーズ・ユナイテッド (36点)                   |
| 2007-08  | レスター・シティ (52点)             | スカンソープ・ユナイテッド (46点)         | コルチェスター・ユナイテッド (38点)           |
| 2008-09  | ノリッジ・シティ (46点)             | サウサンプトン (45点)                     | チャールトン・アスレティック (39点)           |
| 2009-10  | シェフィールド・ウェンズデイ (47点) | プリマス・アーガイル (41点)               | ピーターバラ・ユナイテッド (34点)             |
| 2010-11  | プレストン・ノースエンド (42点)     | シェフィールド・ユナイテッド (42点)       | スカンソープ・ユナイテッド (42点)             |
| 2011-12  | ポーツマス (40点)                   | コヴェントリー・シティ (40点)             | ドンカスター・ローヴァーズ (36点)             |
| 2012-13  | ピーターバラ・ユナイテッド (54点)   | ウルヴァーハンプトン・ワンダラーズ (51点) | ブリストル・シティ (41点)                     |
| 2013-14  | ドンカスター・ローヴァーズ (44点)   | バーンズリー (39点)                       | ヨーヴィル・タウン (37点)                     |
| 2014-15  | ミルウォール (41点)                 | ウィガン・アスレティック (39点)           | ブラックプール (26点)                         |
| 2015-16  | チャールトン・アスレティック (40点) | ミルトン・キーンズ・ドンズ (39点)         | ボルトン・ワンダラーズ (30点)                 |
| 2016-17  | ブラックバーン・ローヴァーズ (51点) | ウィガン・アスレティック (42点)           | ロザラム・ユナイテッド (23点)                 |
| 2017-18  | バーンズリー (41点)                 | バートン・アルビオン (41点)               | サンダーランド (37点)                         |
| 2018-19  | ロザラム・ユナイテッド (40点)       | ボルトン・ワンダラーズ (32点)             | イプスウィッチ・タウン (31点)                 |
| 2019-20  | チャールトン・アスレティック (48点) | ウィガン・アスレティック (47点)           | ハル・シティ (45点)                           |
| 2020-21  | ウィコム・ワンダラーズ (43点)       | ロザラム・ユナイテッド (42点)             | シェフィールド・ウェンズデイ (41点)           |
| 2021-22  | ピーターバラ・ユナイテッド (37点)   | ダービー・カウンティ (34点)               | バーンズリー (30点)                           |
| 2022-23  | レディング (44点)                   | ブラックプール (44点)                     | ウィガン・アスレティック (42点)               |
| 2023-24  | バーミンガム・シティ (50点)         | ハダースフィールド・タウン (45点)         | ロザラム・ユナイテッド (27点)                 |
| 2024-25  | ルートン・タウン (49点)             | プリマス・アーガイル (46点)               | カーディフ・シティ (44点)                     |

## 歴代得点王
| シーズン | 選手                               | クラブ                                                  | 得点 |
| -------- | ---------------------------------- | ------------------------------------------------------- | ---- |
| 2004-05  | ネイサン・エリントン               | ウィガン・アスレティック                                | 24   |
| 2005-06  | マーロン・キング                   | ワトフォード                                            | 21   |
| 2006-07  | ジェイミー・カートン               | コルチェスター・ユナイテッド                            | 23   |
| 2007-08  | シルヴァン・イーバンクス＝ブレイク | プリマス・アーガイル ウルヴァーハンプトン・ワンダラーズ | 23   |
| 2008-09  | シルヴァン・イーバンクス＝ブレイク | ウルヴァーハンプトン・ワンダラーズ                      | 25   |
| 2009-10  | ピーター・ウィッティンガム         | カーディフ・シティ                                      | 20   |
| 2009-10  | ニッキー・メイナード               | ブリストル・シティ                                      | 20   |
| 2010-11  | ダニー・グレアム                   | ワトフォード                                            | 24   |
| 2011-12  | リッキー・ランバート               | サウサンプトン                                          | 27   |
| 2012-13  | グレン・マレー                     | クリスタル・パレス                                      | 30   |
| 2013-14  | ロス・マコーマック                 | リーズ・ユナイテッド                                    | 28   |
| 2014-15  | ダリル・マーフィー                 | イプスウィッチ・タウン                                  | 27   |
| 2015-16  | アンドレ・グレイ                   | バーンリー                                              | 25   |
| 2016-17  | クリス・ウッド                     | リーズ・ユナイテッド                                    | 27   |
| 2017-18  | マチェイ・ヴィドラ                 | ダービー・カウンティ                                    | 21   |
| 2018-19  | テーム・プッキ                     | ノリッジ・シティ                                        | 29   |
| 2019-20  | アレクサンダル・ミトロヴィッチ     | フラム                                                  | 26   |
| 2019-20  | オリー・ワトキンス                 | ブレントフォード                                        | 26   |
| 2020-21  | イヴァン・トニー                   | ブレントフォード                                        | 31   |
| 2021-22  | アレクサンダル・ミトロヴィッチ     | フラム                                                  | 43   |
| 2022-23  | チュバ・アクポム                   | ミドルズブラ                                            | 28   |
| 2023-24  | サミー・シュモディクス             | ブラックバーン・ローヴァーズ                            | 27   |
| 2024-25  | ヨエル・ピロー                     | リーズ・ユナイテッド                                    | 19   |

## シーズン別大会名
- Coca-Cola Championship （2004-2010）
- npower Championship （2010-2013）
- Sky Bet Championship （2013-現在）